# Begonia coccinea
Begonia coccinea är en begoniaväxtart som beskrevs av William Jackson Hooker. Begonia coccinea ingår i släktet begonior, och familjen begoniaväxter. Inga underarter finns listade i Catalogue of Life.

## Bildgalleri

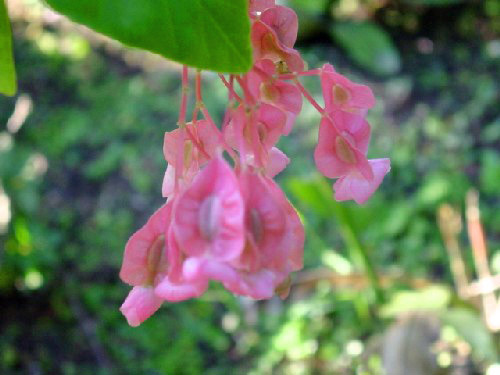
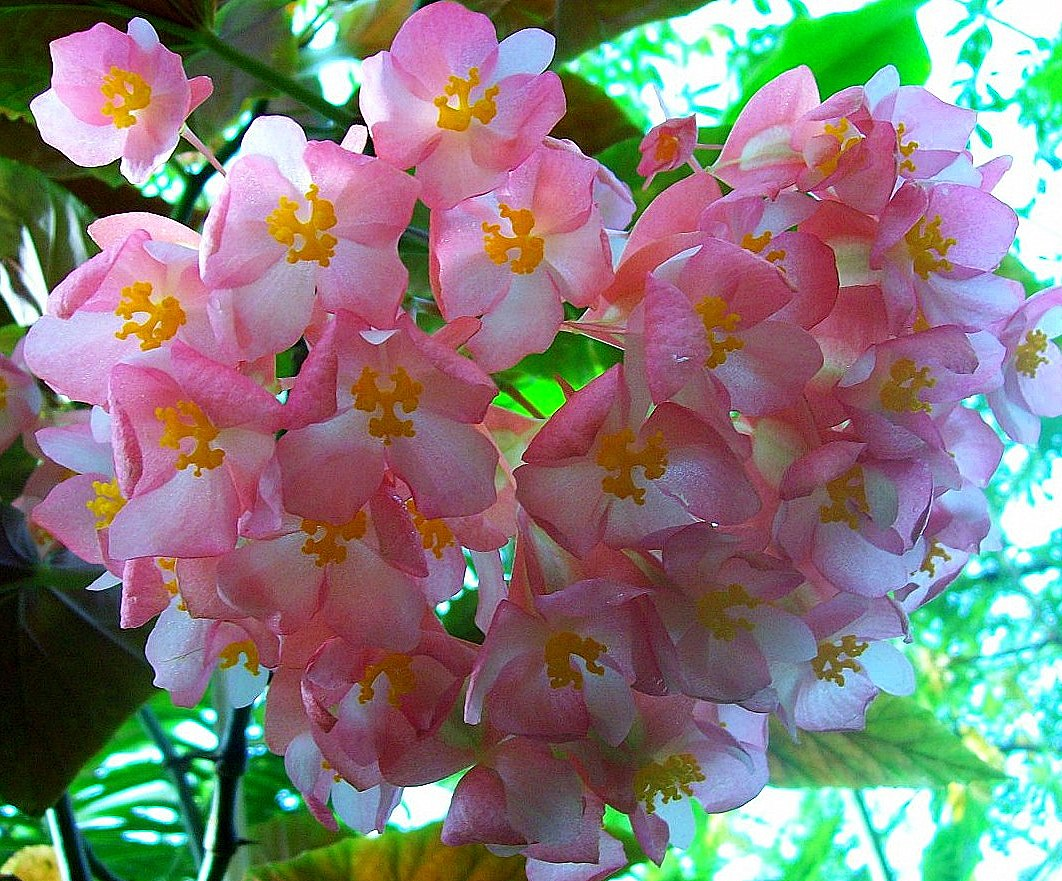
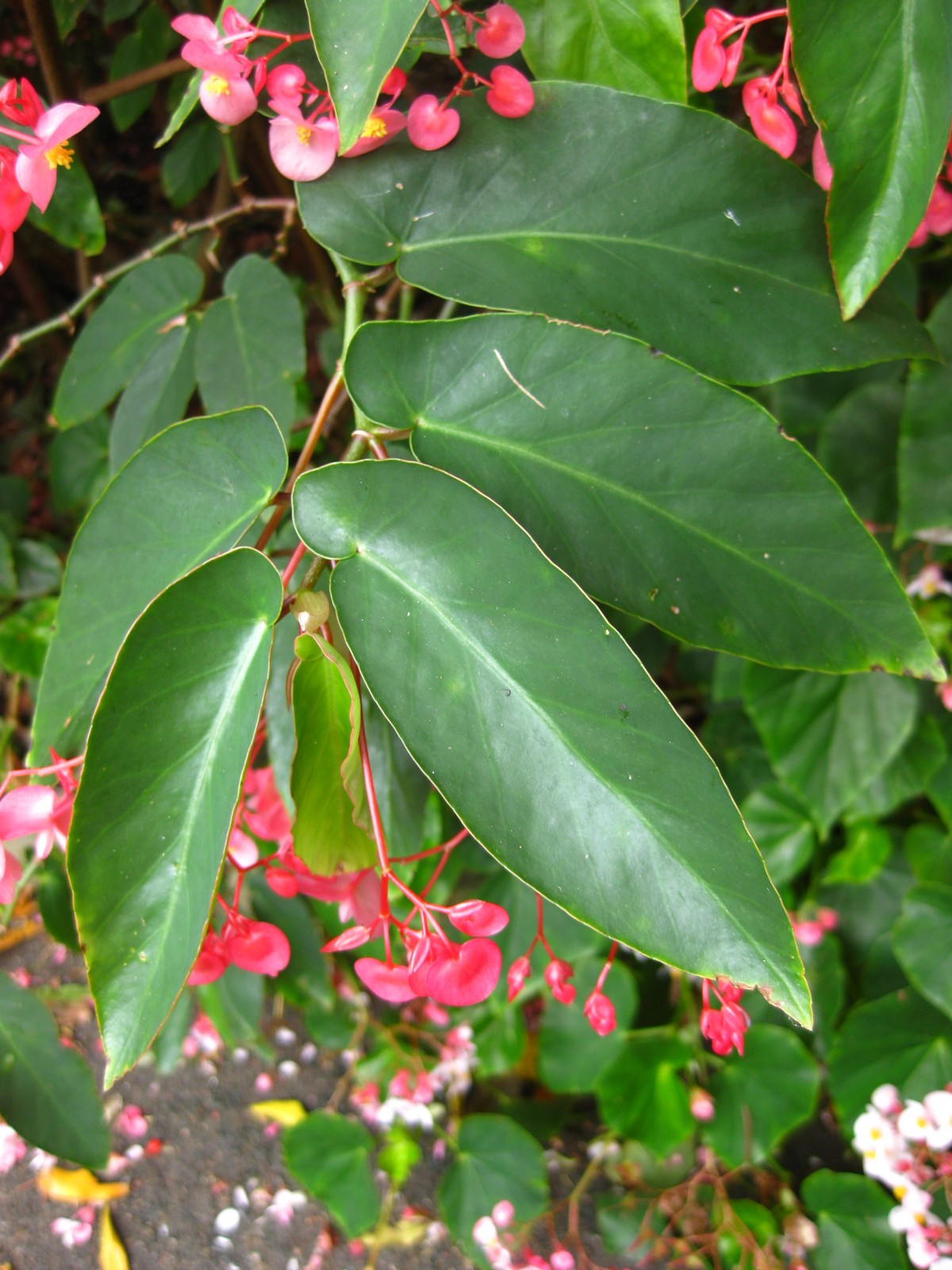